# Over-Nite Sensation
Over-Nite Sensation – studyjny album Franka Zappy i The Mothers of Invention wydany 7 września 1973 roku.

## Spis utworów
Strona A:
| 1. | Camarillo Brillo | 4:01  |
|    |                  |       |
| 2. | I’m the Smile    | 3:35  |
|    |                  |       |
| 3. | Dirty Love       | 3:00  |
|    |                  |       |
| 4. | Fifty-Fifty      | 6:08  |
|    |                  |       |
|    |                  | 16:44 |
|    |                  |       |
Strona B:
| 1. | Zoomby Woof    | 5:11  |
|    |                |       |
| 2. | Dinah-Moe Humm | 6:05  |
|    |                |       |
| 3. | Montana        | 6:37  |
|    |                |       |
|    |                | 17:53 |
|    |                |       |

## Muzycy
- Frank Zappa – gitara, wokal
- Kin Vassy – wokal na „I’m the Slime”, „Dinah-Moe Humm” i „Montana”
- Ricky Lancelotti – wokal na „Fifty-Fifty” i „Zomby Woof”
- Sal Marquez – trąbka, wokal na „Dinah-Moe Humm”
- Ian Underwod – klarnet, flet, saksofon altowy, saksofon tenorowy
- Bruce Fowler – puzon
- Ruth Underwood – perkusja, wibrafon, marimba
- Jean-Luc Ponty – skrzypce, skrzypce barytonowe
- George Duke – syntezator, klawisze
- Tom Fowler – gitara basowa
- Ralphy Humphrey – bębny
- Tina Turner i Ikettes – wokal wspierający (nieuwzględnione)